# ザッペイオン
ザッペイオン（ギリシア語: Ζάππειον Μέγαρο）或いはザッピオ（ギリシア語: Ζάππειο）は、ギリシャ アテネのアテネ国立庭園内にある会議場・展示会場。現在のギリシャではザッピオで呼ばれている。ザッペイオンは再建音に基づく表記方である。
1869年、ギリシャ国会はアテネ国立公園とゼウス神殿の間の8万平方メートルの土地に、近代オリンピックの競技会場としての建物を建てることを決定した。そのための法が1869年11月30日に可決された。同時にパナシナイコスタジアムの改修も決定されている。建物はデンマークの建築家Theophil Hansenによるもので、1874年1月20日に着工し礎石が据え付けられた。建物の完工は1888年10月20日である。建物の建設実現に大きく影響を与え、また近代オリンピック復活の功労者であるEvangelos Zappasは、建物完工を前にこの世を去る。
ザッピオは1896年の第1回近代オリンピックアテネ大会でフェンシングの会場として使われる。また1906年のアテネオリンピックではオリンピック村の施設として使われた。2004年のアテネオリンピックではプレスセンターの施設として使われた。
現在、ザッピオは会議場、展示会場として利用されている。

## 現地へのアクセス
- アテネ地下鉄 シンタグマ駅 から南へ約600m
- アテネ地下鉄 アクロポリ駅 から東北東へ約800m